# Porphyrophora hirsutissima
Porphyrophora hirsutissima är en insektsart som först beskrevs av Hall 1924.  Porphyrophora hirsutissima ingår i släktet Porphyrophora och familjen pärlsköldlöss.
Artens utbredningsområde är Egypten. Inga underarter finns listade i Catalogue of Life.